# Совјетски партизани
Совјетски партизани су били војници Црвене армије који су заостали на окупираној територији Совјетског Савеза и борили се заједно са локалним становништвом против сила Осовина у периоду 1941–1944. године. Касније су се прикључивали Црвеној армији.
Партизански покрет је био организовала и контролисала совјетска влада по моделу Црвене армије. Главни задатак герилског ратовања који су водиле совјетске партизанске јединице је било ометање немачке позадине на Источном фронту, нарочито путева и железничких пруга. Постојале су такође и редовне војне јединице, такође називане партизанима, које су коришћене да врше извиђачке патроле иза непријатељских линија из база са територија које су држали Совјети.

## Формирање првих партизанских јединица
Након почетка инвазије Немачке и њених савезника на Совјетски Савез 22. јуна 1941. године, Совјет народних комесара Совјетског Савеза већ је 29. јуна издао програм партизанског ратовања на окупираним подручјима. Према програму, задатак партизанских јединица био је саботажа непријатељевих комуникација, атентати на немачке официре и вршење диверзије над непријатељевим постројењима.
Припадници првих партизанских јединица били су војници Црвене армије, заостали у позадини, и локално родољубиво расположено становништво. Команданти првих јединица били су официри Црвене армије или локални чланови Комунистичке партије. Једне од првих формираних партизанских јединица биле су Старасјелски одред (23. јун 1941, Жабинка) и Пински одред (26. јун, Пинск).
До краја 1941, на совјетској територији окупираној од Немачке дејствовало је већ око 2,000 партизанских одреда са укупно 90,000 партизана. Од пролећа 1942, партизанске јединице почињу да међусобно редовно комуницирају и планирају заједничке акције. Дана 30. маја 1942, коначно је био основан Централни штаб партизанског покрета чији је задатак била координација свих партизанских акција. Први командант Централног штаба био је Пантелејмон Пономаренко, а касније и сам Климент Ворошилов. Ускоро су агенти НКВД, СМЕРШ и ГРУ организовали кампове за обуку партизана у које су се укључивали војници Црвене армије, који су затим након тренинга убацивани на окупирану територију с циљем да професионално командују партизанским јединицама.

## Значајније партизанске операције
- Напади јединице Василија Коржа од јесени 1941. до 23. марта 1943. на подручју Минска и Пинска, Белорусија.
- Битка у Брјанским шумама, мај 1942. Борба партизана са немачком казненом експедицијом.
- Напади јединице Сидора Ковпака од 26. октобра до 29. новембра 1942, Брјанске шуме и источна Украјина.
- Битка у Брјанским шумама од маја до јуна 1943. Партизани против немачких казнених експедиција.
- Операција Рат за железнице, 3. август – 15. септембар 1943. Напади партизана на важније железничке линије с циљем саботаже немачких транспортних линија за битку код Курска и касније код Смоленска. У операцији је било ангажовано око 100,000 партизана с подручја Белорусије, те области Лењинграда, Калињина, Сомленска, Орјола и Украјине, и то на подручју од 1,000 км дуж 750 км фронта. Током операције уништено је преко 230,000 пруга, заједно са многим мостовима и возовима. Операција је озбиљно нарушила немачку инфраструктуру и била кључна за совјетску победу у бици код Курска.
- Операција Концерт, 19. септембар – 1. новембар 1943. Партизанска операција с циљем уништења немачких транспортних линија и инфраструктуре упућених за битку на Дњепру. У операцији су учествовали партизани из Белорусије, Карелије, Калињинске области, Литваније, Летоније, Естоније и Крима. Подручје операције обухватало је 900 км у смеру север-југ и 400 км исток-запад.
- Битка код Полоцка-Лепела, април 1944. Значајна битка између белоруских партизана и немачких казнених експедиција.
- Битка код Борисовска-Бегомла, 22. април-15. мај 1944. Значајна битка између белоруских партизана и немачких казнених експедиција.
- Операција Багратион, 22. јун – 19. август 1944. За белоруске партизане, који су учествовали у овој операцији, често се каже да су били Пети фронт (уз Први балтички фронт, Први, Други и Трећи белоруски фронт). Око 300,000 партизана узело је учешћа у операцији.